# Basiliek van de Gezegende Maagd Maria
De Basiliek van de Gezegende Maagd Maria (Engels: Basilica of the Blessed Virgin Mary) is een basiliek in Lodonga, district Yumbe, in het noorden van Oeganda. De basiliek is gewijd aan de Gezegende Maagd Maria, Middelares van alle Genade, Koningin van Afrika.

## Geschiedenis
Op instigatie van de comboni-missionarissen Pietro Valcavi en Bernardo Sartoriam werd begonnen met de bouw van de kerk. De kerk is gebouwd op een stenen fundering van 45 bij 25 meter en heeft een hoogte van twaalf meter. Er werd gebruik gemaakt van 750.000 stenen. Op 24 juni 1927 werd de kerk ingewijd. In 1960 werd de kerk gerenoveerd. Op 26 mei 1961 verhief paus Johannes XXIII de kerk tot basilica minor. Het is de eerste basiliek in Afrika ten zuiden van de Sahara en behoort tot het bisdom Arua. De basiliek bevindt zich in een district van Oeganda waar de meerderheid van de bevolking moslim is. 
In 1979 werd de kerk beschadigd tijdens gevechten om het regime van Idi Amin omver te werpen. De basiliek werd in 1990 gerenoveerd. De jaarlijkse bedevaart vanwege de Onbevlekte Ontvangenis van Maria vindt plaats op 8 december.